# كريم ستريت تومبسون
كريم ستريت تومبسون (بالإنجليزية: Kareem Streete-Thompson) هو لاعب قوى كايماني أمريكي مختص في الوثب الطويل ولد في يوم 30 مارس 1973 في مدينة إثاكا في الولايات المتحدة، عاش في جزر الكايمان ل18 سنة، وقام بتمثيلها في بداية مشواره ثم مثل الولايات المتحدة ليعود لتمثيل جزر الكايمان. أبرز إنجازاته هو فوزه بالميدالية الفضية في بطولة العالم لألعاب القوى داخل الصالات 2001 في لشبونة وفاز بالميدالية البرونزية في دورة ألعاب الكومنولث 2002 في مانشستر.

## روابط خارجية
- كريم ستريت تومبسون على موقع الاتحاد الدولي لألعاب القوى (الإنجليزية)
- كريم ستريت تومبسون على موقع أوليمبيديا (الإنجليزية)
- كريم ستريت تومبسون على موقع اتحاد ألعاب الكومنولث (مؤرشف) (الإنجليزية)